# Józef Słaby (ksiądz)
Józef Słaby, krpt. „Skład” (ur. 1917, zm. 25 września 1995 w Szydłowcu) – prezbiter rzymskokatolicki, kapelan Armii Krajowej.

## Życiorys
W 1935–1940 studiował w Wyższym Seminarium Duchownym w Sandomierzu. W 1940 w miejscowej katedrze Narodzenia Najświętszej Maryi Panny otrzymał święcenia kapłańskie z rąk bpa Jana Kantego Lorka, administratora apostolskiego diecezji. Pełnił posługę duszpasterską jako wikariusz w parafiach św. Wawrzyńca w Niekłaniu Wielkim, następnie św. Mikołaja w Wysokiej. Pracował później jako prefekt w Starachowicach i Końskich. W czasie II wojny światowej wstąpił w szeregi oddziału „Potoka”, operującego w obwodzie Iłża Armii Krajowej. Posługiwał się kryptonimem „Skład”. Po wojnie pracował w parafii św. Jacka i św. Katarzyny w Odrowążku. Został kapelanem w Stąporkowie, doprowadzając w 1958 do utworzenia nowej parafii Wniebowzięcia Najświętszej Maryi Panny. W 1973 został proboszczem parafii św. Zygmunta, otrzymując tytuł honorowy prepozyta szydłowieckiego w kapitule opatowskiej. W 2. poł. 70. XX w. zainicjował prace konserwatorskie kościoła parafialnego, które nadzorował aż do śmierci. 28 października 1989 został kanonikiem kapituły przy sanktuarium Matki Bożej Ostrobramskiej w Skarżysku-Kamiennej. W 1992 przeszedł na emeryturę, zostając rezydentem w dotychczasowej parafii. Zmarł w 25 września 1995, a 28 tego samego miesiąca został pochowany na cmentarzu parafialnym w Stąporkowie.